# Menjagrà blau de canyar
El menjagrà blau de canyar (Amaurospiza carrizalensis) és una espècie d'ocell de la família dels cardinàlids (Cardinalidae). És endèmic del nord-est de Veneçuela. Fa 12 cm de llargada.

## Taxonomia
Sovint considerat una subespècie del menjagrà blau meridional (Amaurospiza moesta).